# 角律光
もしかして
- 斛律光

ではありませんか？